# Kreisgericht Allenstein
Das Kreisgericht Allenstein war ein preußisches Kreisgericht in der damaligen Provinz Preußen mit Sitz in der Kreisstadt Allenstein.

## Geschichte
In Bezirk des Kreisgerichts Allenstein bestanden bis 1849 das königliche Land- und Stadtgericht Allenstein sowie viele Patrimonialgerichte.
1849 wurden in Preußen einheitlich Kreisgerichte geschaffen. Hierbei wurde die Patrimonialgerichtsbarkeit abgeschafft und die Patrimonialgerichte wurden aufgehoben. Auch die eingangs genannten Gerichte wurden aufgehoben und es entstand das Königliche Kreisgericht Allenstein im Sprengel des Ostpreußischen Tribunals zu Königsberg. Es war für den Landkreis Allenstein zuständig.
Schwurgerichtssachen wurden am Kreisgericht Neidenburg verhandelt. Am Gericht waren 1870 ein Direktor und sieben Kreisrichter eingesetzt. 1870 betrug die Zahl der Gerichtseingesessenen 52.754. Eine Gerichtskommission bestand in Wartenburg.
Im Rahmen der Reichsjustizgesetze wurde das Gerichtswesen in Deutschland 1879 vereinheitlicht. Damit wurde das Kreisgericht Allenstein aufgehoben und das königlich preußische Amtsgericht Allenstein mit Wirkung zum 1. Oktober 1879 als eines von zehn Amtsgerichten im Bezirk des Landgerichtes Allenstein als Nachfolger gebildet.